# Luka Gagnidze
Luka Gagnidze (georgià : ლუკა გაგნიძე ; nascut a Kutaisi el 28 de febrer de 2003 ) és un futbolista professional georgià que juga com a migcampista al Dinamo Moscou de la Premier League Russa..

## Trajectòria
Gagnidze va donar les primeres passes al futbol base del Torpedo Kutaisi, l'equip més important de la seva ciutat natal. Tenia deu anys quan es va traslladar a l'acadèmia del Dinamo Tbilisi. Des dels 16 anys, Gagnidze va ser àmpliament reconegut com un jugador amb talent  i el 2019 alguns mitjans de comunicació el van nomenar entre els deu esportistes georgians amb un futur més prometedor. Sent en aquell moment un jugador important de la selecció sub-17, va rebre la medalla d'or Alexandre Chivadze, que la Federació de Futbol atorga anualment als millors jugadors joves.
El 5 de juliol de 2021, Gagnidze va signar un contracte de cinc anys amb el Dinamo de Moscou de la Premier League russa però el 21 de juliol del mateix any va ser cedit a l'Ural Iekaterinburg, també de la primera divisió russa per a la temporada 2021-22. Va debutar a la lliga russa amb l'Ural l'1 d'agost de 2021 en un partit contra el Nizhny Novgorod substituïnt Vyacheslav Podberyozkin al minut 58.
El 10 de març de 2022, el contracte de Gagnidze amb Ural va ser suspès (en principi acabava contracte el 30 de juny) segons les regulacions especials de la FIFA relacionades amb la invasió russa d'Ucraïna.
El 25 de març de 2022, va signar un contracte fins a final de temporada amb el Raków Częstochowa de la lliga polonesa.
En acabar aquesta nova cessió va tornar al Dinamo de Moscou per quedar-se definitivament al club.

## Selecció de Geòrgia
Després de jugar a les diferentes categories inferiors de la selecció, va fer el seu debut amb la selecció de futbol de Geòrgia en un partit amistós contra Mongòlia que va finalitzar amb un resultat de 6-1.

## Estadístiques

#### Clubs
| Club                       | País    | Any       | Partits | Gols |
| -------------------------- | ------- | --------- | ------- | ---- |
| Dinamo Tbilisi             | Geòrgia | 2020-2021 | 18      | 1    |
| Ural Iekaterinburg (cedit) | Rússia  | 2021      | 13      | 0    |
| Raków Częstochowa (cedit)  | Polònia | 2022      | 1       | 0    |
| Dinamo Moscou              | Rússia  | 2022-     | 42      | 0    |

#### Selecció
| Selecció Abslouta | Any   | Partits | Gols |
| ----------------- | ----- | ------- | ---- |
| Georgia           | 2023  | 5       | 0    |
| Total             | Total | 5       | 0    |

## Palmarès
Dinamo Tbilisi
- 1 Erovnuli Liga: 2020
- 1 Supercopa de Geòrgia: 2021

Raków Czestochowa
- Ekstraklasa subcampionat: 2021–22
- 1 Copa de Polònia: 2021-22

#### Individual
- Millor jugador georgià sub-17: 2019